# Haselünne
Haselünne est une ville de l'Emsland au Hasetal en Basse-Saxe.

## Géographie

### Situation géographique
Haselünne est situé au bord de la rivière Lièvre, à proximité de Lingen et Meppen (à l'est, à environ 15 km de Meppen) dans la partie centrale de l'Emsland.

### Climat
Tempéré océanique influencé par les vents humides du nord-ouest de la mer du Nord. En moyenne la température de l'air dans Haselünne varie de 8,5° à −9,0 °C et les précipitations sont de l'ordre de 700 mm/an.

## Histoire
La région d'Haselünne est marqué par des traces d'occupations Mégalithiques.

### Données historiques
- 1025 : Droit de Marché d'Haselünne
- 1252 : L'évêque de Munster achète les propriétés de la Ravensberger, Haselünne appartenait alors au Niederstift Münster
- 1272 : L'évêque de Munster renouvelle les droits de cité

### Religions
Les habitants sont majoritairement catholiques (78,9 %), 11,7 % sont luthériens et de 0,37 % évangéliques réformés, 8,97 % sans appartenance, ou à une autre religion.  Mise à jour (1er mars 2006)

## Origine et signification des noms
- Bückelte : Le nom du village était dans les temps anciens Boclithi, ce qui signifie pente réussi de hêtre ; lithi signifie également terrain dépendant.

- Dörgen : ing, ingen signifie en venant, en provenant de… Semble être utilisé également pour des pâtés de maisons. Près de 1000 Daringon ou Deringon. Cependant il n'est pas exclu qu'ici un ancien nom de personnes soit à l'origine de ce nom.

## Politique
Haselünne a le statut d'une entité commune.

### Composition du conseil municipal
Le conseil municipal est composé de 30 membres élus. Depuis des élections municipales du 10 septembre 2006 ils sont 23 de la CDU et 7 de la SPD. Les prochaines élections municipales auront lieu en 2011.

### Jumelage de villes
- Elburg (Pays-Bas), depuis 1992
- Saint-Flour (Cantal) (France), depuis 1992

## Sites touristiques
- St-Vincentius-Kirche : Église construite en 1450-1500 (fonts baptismaux du XIIe siècle, épitaphes de l'ancien Burgmann, lustres, toiles de style baroque, précieux Pieta, 5 m de grand triomphe de la croix, excellentes orgues).
- Ancienne église
- Westerholtsche Burgmannshof
- Heimatmuseum
- Musée de la Distillerie
- Bückelter chapelle
- Berentzen-cour avec sa grande salle